# Rivière des Pères

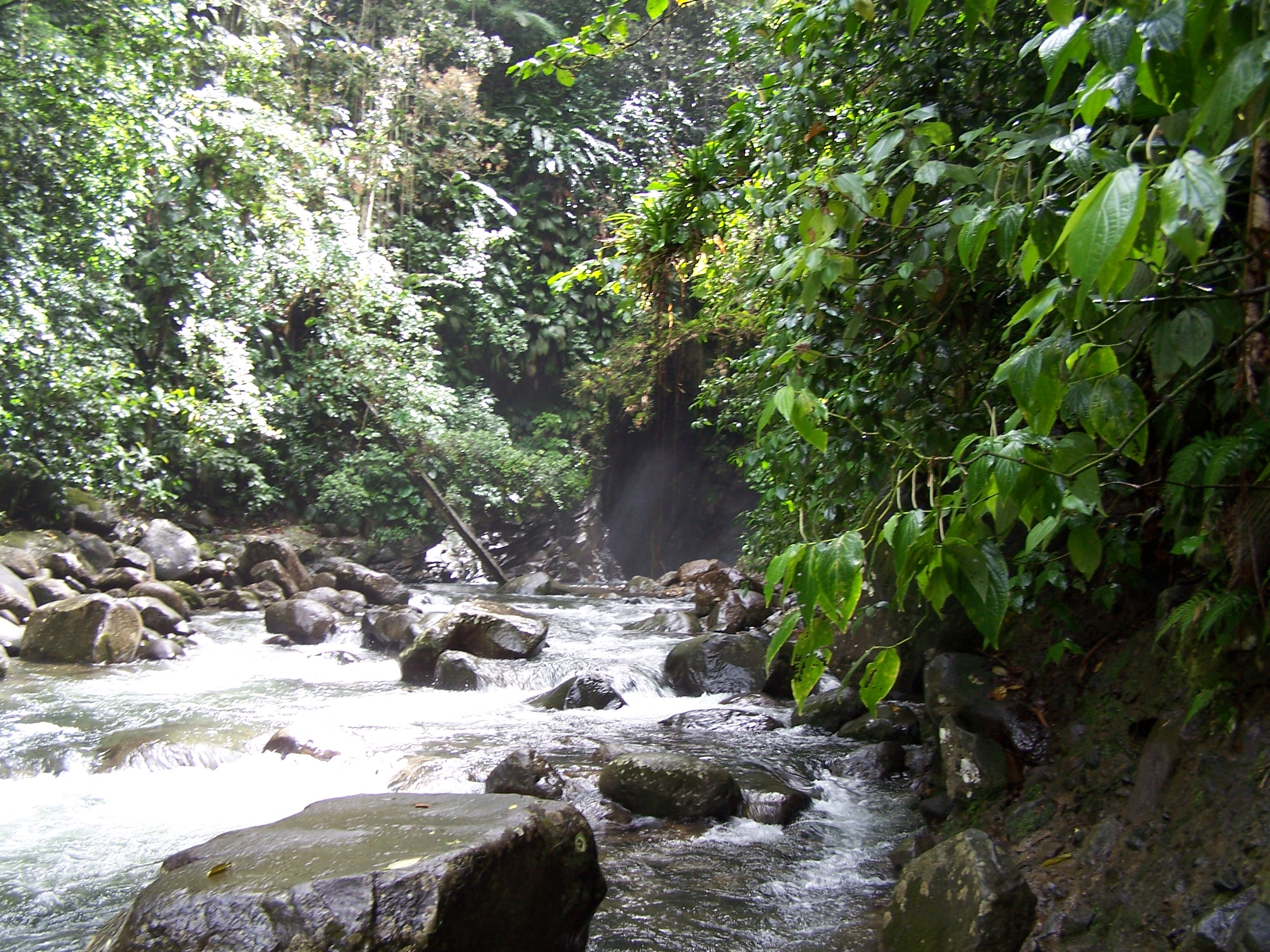
Vers le Saut de Matouba

El Rivière des Pères (francés: "río de los Padres") es un río de la isla de Martinica.
Durante la trágica erupción del Monte Pelée de 1902, en que este estratovolcán se cobró las vidas de los 30.000 habitantes de la ciudad de St. Pierre, el cráter del Étang Sec se llenó de agua hirviente, alimentada desde un montículo de 15 metros de altura, mientras se escuchaba un horrísono sonido de ebullición.
Parte de esta agua se derramó, desbordando el Rivière des Pères y el río Roxelane, arrastrando grandes rocas y cenizas que destrozaron sus márgenes y afectaron en gran medida a las aldeas de Prêcheur y Sainte-Philomène.